# Узбецький килим

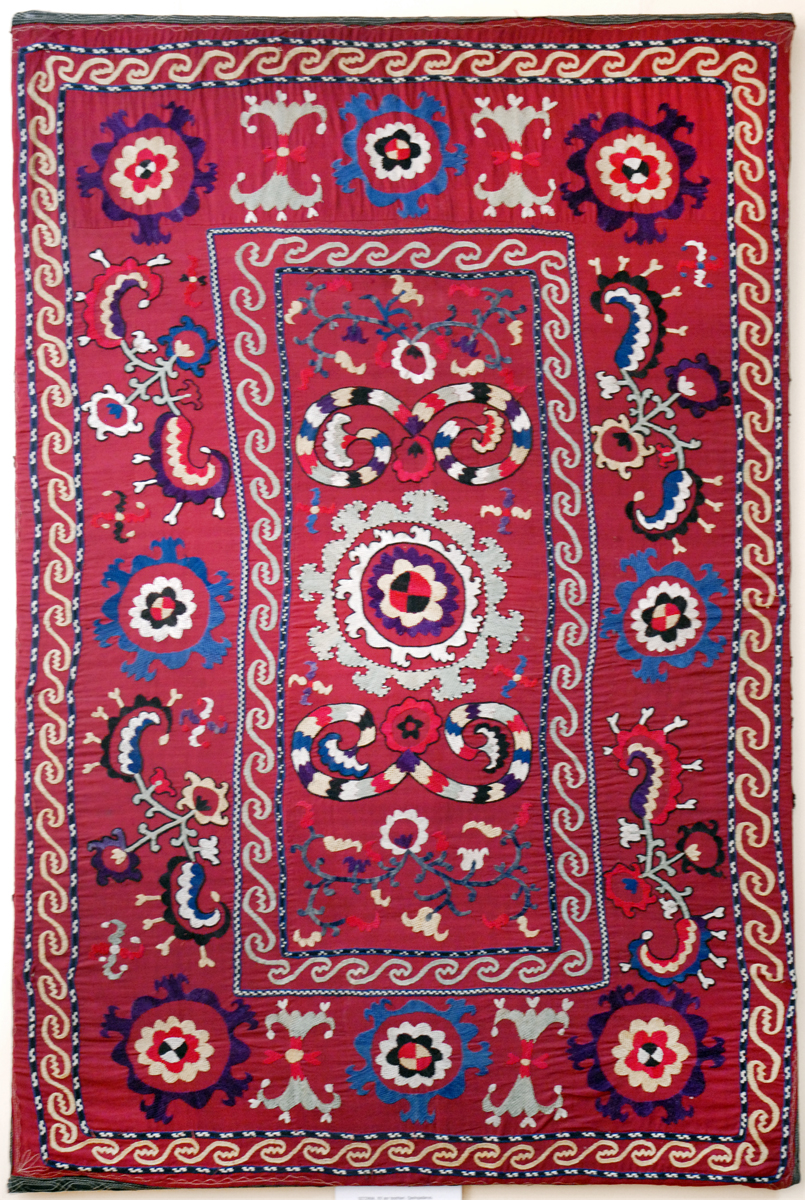
Узбецький килим

Узбецький килим — один із найвідоміших килимів ручної роботи, вироблений узбеками. Килимарство, бувши одним з видів узбецького декоративно-прикладного мистецтва, нерозривно пов'язане з іншими видами декоративно-прикладного мистецтва узбеків, продовжуючи традиції інших видів національного образотворчого мистецтва. Споконвічно килимарство в Узбекистані процвітає в таких селищах, як Камаши, Хаджакі і Джейнау в Кашкадар'їнської області.

## Історія розвитку
На територію сучасного Узбекистану в XIV столітті з Близького Сходу емігрували деякі арабські роди. З XVIII століття їхні нащадки почали промисел килимарство, проживаючи в долині річки Кашкадар'ї.

## Візерунки килима
Килими зазвичай тчуть з темної вовни або світло-коричневою верблюжої вовни. Традиційно загальний тон виробів — цегляно-червоний, але в килимах часто присутні жовті, сині та білі кольори. Орнаментальним мотивам найчастіше притаманний геометричний характер.